# TNF-Rezeptor-assoziiertes periodisches Fiebersyndrom
TNF-Rezeptor-assoziiertes periodisches Syndrom (TRAPS) ist die Bezeichnung für eine sehr seltene angeborene Autoimmunerkrankung, die durch wiederkehrendes Fieber, wandernde Myalgien und Hautrötungen gekennzeichnet ist. Bei den Patienten liegt eine Mutation im TNFRSF1A-Gen vor im Chromosom 12 am Genort p13.31 mit Verminderung des TNF-Rezeptor Typ1
Die Diagnose erfolgt anhand eines Gentest. Zur Behandlung werden Glucocorticoide, Etanercept, Anakinra und Canakinumab eingesetzt.